# Luftstreitkräfte der NVA

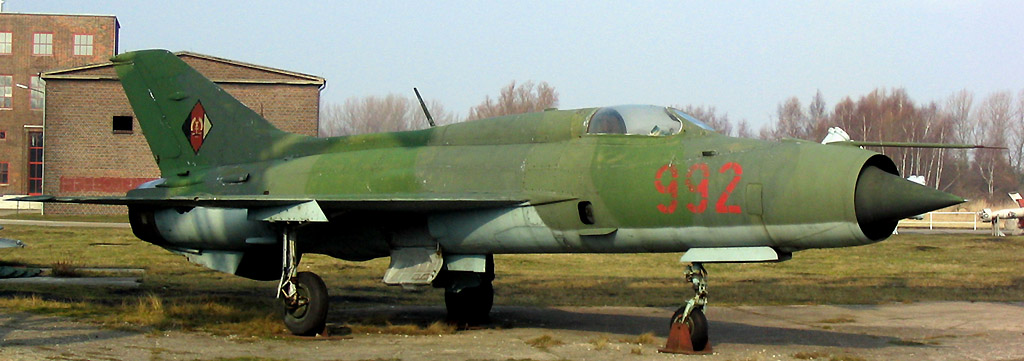
Oost-Duitse MIG-21PFM

De Luftstreitkräfte der Nationalen Volksarmee was de luchtmacht van het Oost-Duitse leger, de Nationale Volksarmee. De Luftstreitkräfte werden op 1 maart 1956 opgericht nadat de DDR lid was geworden van het Warschaupact. De luchtmacht was een voortzetting van de eenheid Volkspolizei-Luft van de Volkspolizei die in 1950 was opgericht. In 1957 werd de luchtmacht samengevoegd met de eenheden van de luchtverdediging en was sindsdien ook bekend onder de naam Luftstreitkräfte/Luftverteidigung, afgekort LSK/LV. 
De naam Luftstreitkräfte was ook de naam van de luchtmacht van het Duitse Keizerrijk tussen 1910 en het einde van de Eerste Wereldoorlog. De West-Duitse luchtmacht nam de naam Luftwaffe aan die door de Duitse luchtmacht tussen 1935 en het einde van de Tweede Wereldoorlog was gebruikt.
De Luftstreitkräfte vlogen voornamelijk in vliegtuigen van Sovjet-makelij, waaronder de Soechoj Soe-22 jachtbommenwerper en zes generaties Mikojan-Goerevitsj (MiG) jachtvliegtuigen. Daarnaast hadden de Luftstreitkräfte helikopters van Sovjet-makelij en trainingsvliegtuigen uit Tsjechoslowakije. 
In tegenstelling tot de luchtstrijdkrachten van andere Warschaupact-landen waren de Luftstreitkräfte steeds voorzien van de meest geavanceerde Sovjet-toestellen. De Luftstreitkräfte stonden in tegenstelling tot de andere luchtmachten rechtstreeks onder Sovjet-bevel, in dit geval van het 16e luchtleger van de Sovjet-Unie.
Na de Duitse hereniging in 1990 nam de Luftwaffe van de Bondsrepubliek Duitsland het bevel over de uitrusting van de Luftstreitkräfte en nam een deel van de manschappen over. Het grootste deel van het materieel werd verkocht. De MiG-29 werd omgebouwd naar NAVO-standaarden en bleef in dienst van de Luftwaffe.

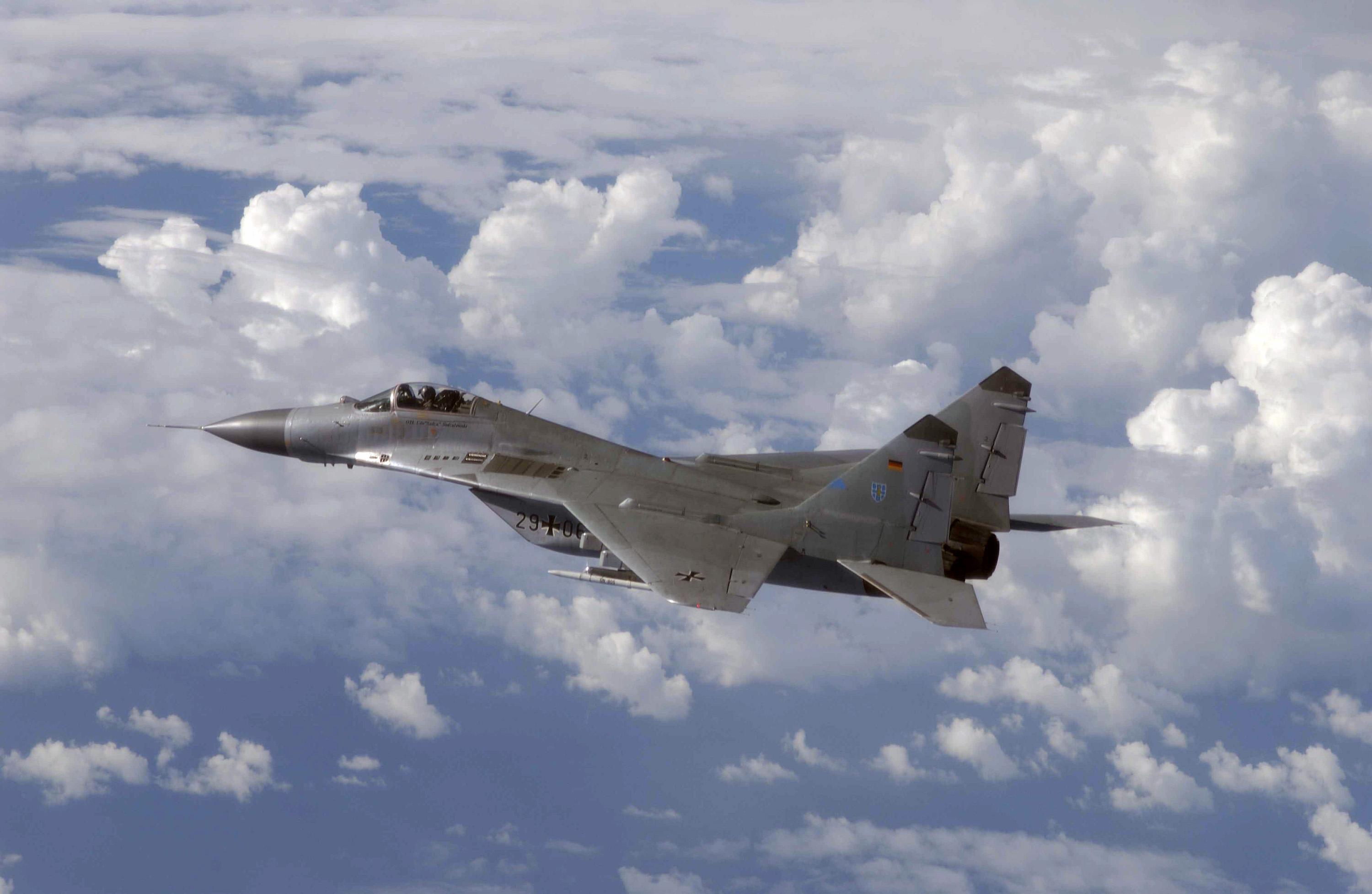
Omgebouwde MiG-29 na de Duitse hereniging

## Vliegtuigen
- Mikojan-Goerevitsj MiG-29A/UB
- Mikojan-Goerevitsj MiG-21 Fishbed
- Mil Mi-24 Hind helikopter
- Mil Mi-8 Hip helikopter
- Mil Mi-4 Hound helikopter

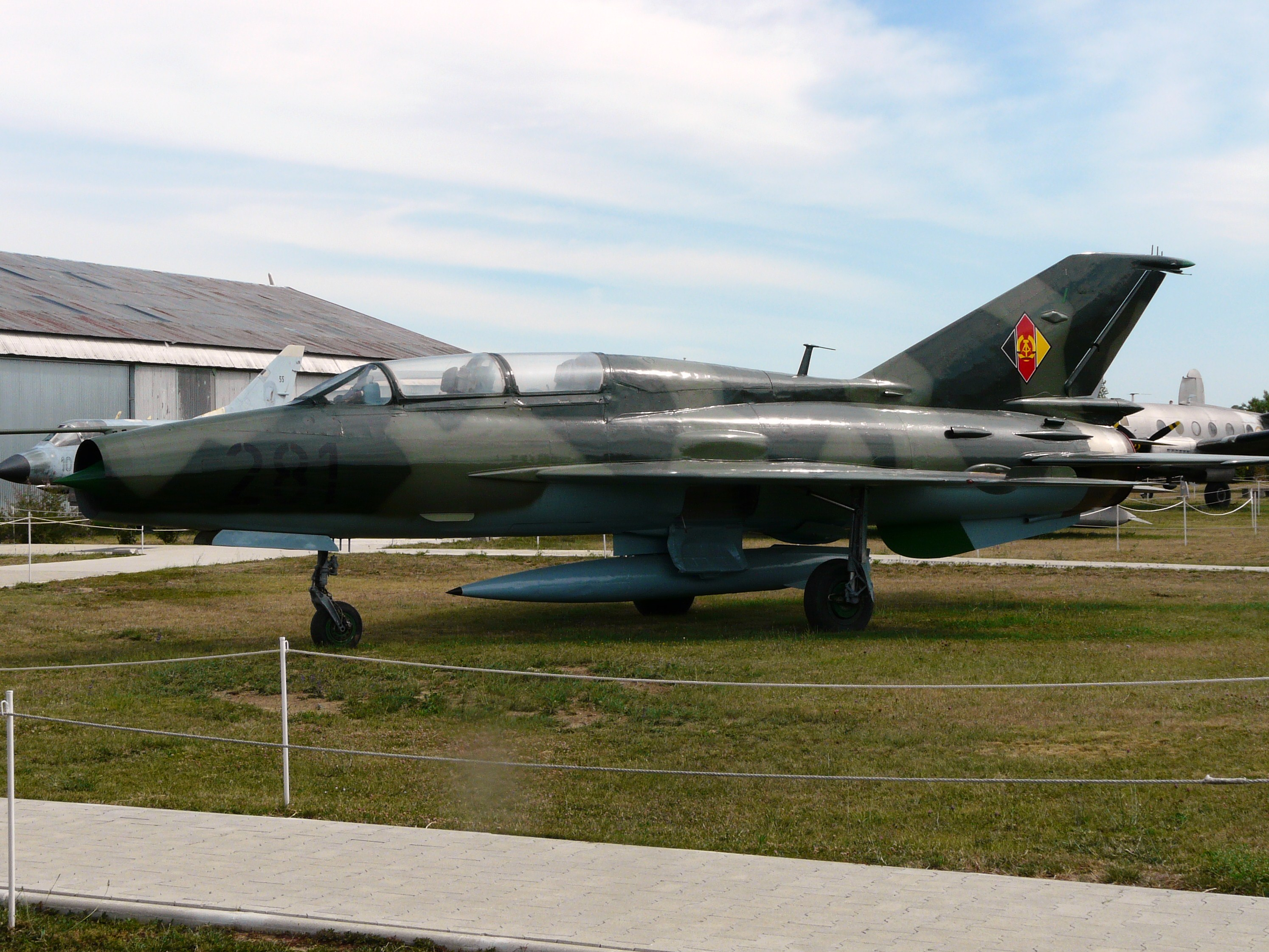
MiG 21 in het Montélimar Ancône Museum

- Soechoj Soe-22 Fitter-F (ook in gebruik bij de Marine)
- Mikojan-Goerevitsj MiG-23 Flogger
- Mikojan-Goerevitsj MiG-17 Fresco
- Iljoesjin Il-14
- Iljoesjin Il-28
- Iljoesjin Il-62
- Tupolev Tu-124
- Tupolev Tu-134
- Tupolev Tu-154
- Antonov An-2
- Antonov An-14
- Antonov An-24
- Antonov An-26
- Polikarpov Po-2
- Mil Mi-2